# Вертолетна площадка Калиманци
Вертолетна площадка Калиманци по регистрация, или Изгрев (ICAO ID: LBWK), е летище в Община Суворово, област Варна, сертифицирано от Главна дирекция „Гражданска въздухоплавателна администрация“ като вертолетна площадка.
Разполага с 2 тревни полоси с дължина 550 m и 800 m. Устроена е на старото селскостопанско летище, намиращо се на 2 км западно от село Калиманци и на 4 км южно от с. Изгрев. Отстои на 18 км от Варна – достига се по пряк път от града или по автомагистрала „Хемус“ в участъка между Варна и Девня с отклонение за с. Слънчево на 10 км северно.
Летището действа като учебна и спортна летателна площадка „Изгрев“ за малки частни самолети, парашутизъм и безмоторно летене. Летище „Изгрев“ е сред 5-те частни летища в България и има 120 паркоместа за частни самолети.
От 250 летателни площадки, ползвани за леката и селскостопанска авиация в България до 1989 г., днес са останали едва 12 бр. Сред тях тях е летище „Изгрев“.